# Лучу
Лучу (тиб. ཀླུ་ཆུ་, Вайли: klu chu) или Луцю́й (кит. упр. 碌曲, пиньинь Lùqū) — уезд Ганьнань-Тибетского автономного округа провинции Ганьсу (КНР). Слово «лучу» в переводе с тибетского означает «исток реки».

## История
Во времена Китайской республики эти земли входили в состав уезда Сяхэ.
В 1950 году был образован Специальный район Линься (临夏专区), и эти земли вошли в его состав; затем в том же году уезд Сяхэ был передан в прямое подчинение властям провинции Ганьсу. В 1953 году был создан Ганьнань-Тибетский автономный район (甘南藏族自治区), и уезд Сяхэ вошёл в его состав
26 декабря 1955 года постановлением Госсовета КНР Ганьнань-Тибетский автономный район был преобразован в Ганьнань-Тибетский автономный округ; одновременно с этим из уезда Сяхэ были выделены уезды Лучу и Мачу. Постановлением Госсовета КНР от 20 декабря 1958 года уезды Лучу и Мачу были объединены в уезд Таоцзян (洮江县), но постановлением Госсовета КНР от 15 декабря 1961 года они были воссозданы в прежних границах.

## Административное деление
Уезд делится на 2 посёлка и 5 волостей.